# Kleppe/Verdalen
Kleppe/Verdalen este o localitate din comuna Klepp, provincia Rogaland, Norvegia, cu o suprafață de 2,97 km² și o populație de 8.240 locuitori (2013).